# Saint-Julien-lès-Montbéliard
Saint-Julien-lès-Montbéliard è un comune francese di 182 abitanti situato nel dipartimento del Doubs nella regione della Borgogna-Franca Contea.

## Società

### Evoluzione demografica
Abitanti censiti